# Pojemność turystyczna
Pojemność turystyczna – ogólna pojemność bazy noclegowej (liczba miejsc noclegowych), gastronomicznej (liczba miejsc konsumpcyjnych, wydawanych posiłków) i towarzyszącej (liczba miejsc lub powierzchnia) określająca maksymalną liczbę uczestników ruchu turystycznego mogących równocześnie korzystać z poszczególnych urządzeń, nie przyczyniając się do zmniejszania zakresu i poziomu podaży usług turystycznych oraz dezorganizacji życia społeczno-gospodarczego. Często mylona z chłonnością turystyczną.